# Japan Record Awards 2017
La 59ª edizione dei Japan Record Awards (第59回日本レコード大賞?, Dai 59-kai Nihon rekōdo taishō) si è svolta al New National Theatre di Tokyo il 30 dicembre 2017 ed è stata presentata da Shin'ichirō Azumi e dall'attrice Yūki Amami, alla conduzione della kermesse per la sesta e la seconda volta di fila rispettivamente. La cerimonia è stata trasmessa dall'emittente televisiva giapponese TBS, dalle ore 18:30 alle 22:00.
Le Nogizaka46 si sono aggiudicate per la prima volta il premio al miglior brano dell'anno con Influencer. Era dal 2012 che un gruppo idol femminile non si aggiudicava il premio più importante della manifestazione, quando a trionfare furono le AKB48 con il brano Manatsu no Sounds Good!.
Nelle altre categorie, il premio al migliore artista emergente è andato alle Tsubaki Factory, mentre i Suchmos si sono aggiudicati quello per il miglior album.

## Artisti premiati
Japan Record Award
- Nogizaka46 – Influencer

Best Song Award
- AAA – Life
- Ai feat. Kanna – Kirakira
- AKB48 – Negaigoto no mochigusare
- Kiyoshi Hikawa – Otoko no zesshō
- Keyakizaka46 – Kaze ni fukaretemo
- Daichi Miura – Excite
- Hiroshi Miyama – Otoko no ryūgi
- Kana Nishino – Te o tsunagu riyū
- Nogizaka46 – Influencer
- Sekai no Owari – Rain

Best New Artist Award
- Tsubaki Factory

New Artist Award
- Takuya Nakazawa
- Nobu
- Tsubaki Factory
- Unione

Best Album Award
- Suchmos – The Kids

Excellence Album Award

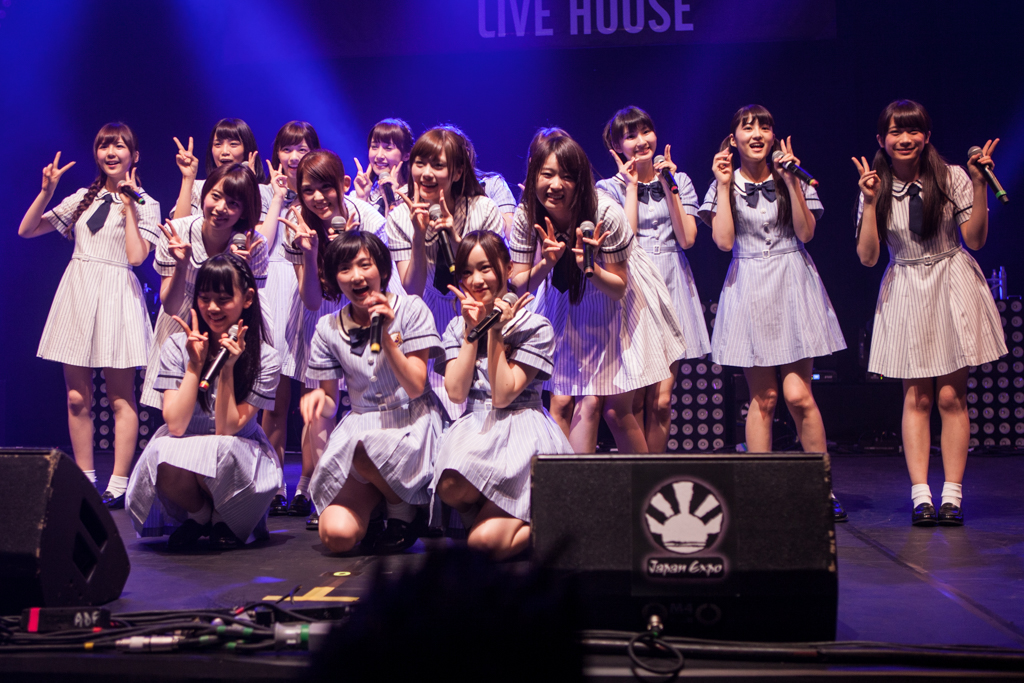
Le Nogizaka46, vincitrici dell'edizione del 2017

- Kumiko e Kazamachi Review – Déraciné
- Keisuke Kuwata – Garakuta
- Ren Takada – Night Riders' Blues
- Hiromi Uehara e Edmar Castañeda – Live in Montreal

Best Vocal Performance Award
- Yoshimi Tendō

Planning Award
- Artisti vari – colonna sonora de La bella e la bestia
- Hanawa – Otōsan
- Hiroshi Itsuki – Toru Funamura Tribute Album: eien no Funamura melody
- Seiko Matsuda – Seiko Jazz
- Yūtarō Miura – I'm Home
- The KanLeeKeeZ – G.S. meets The KanLeeKeeZ

Special Award
- Yū Aku
- Namie Amuro
- Yōko Oginome e club di danza della Scuola superiore Tomioka della prefettura di Osaka (per Dancing Hero)
- Akiko Wada
- Yuzu

Special Honor Award
- Miyako Otsuki

Achievement Award
- Yukihiko Itō
- Ryōtarō Konishi
- Shōhei Mozu
- Jun Suzuki
- Kyōhei Tsutsumi
- Reiko Yukawa

Lifetime Achievement Award
- Peggy Hayama
- Masaaki Hirao
- Toru Funamura
- Hiroshi Kamayatsu
- Jun Kitahara
- Sone Komei
- Hirooki Ogawa

Japan Composer's Association Award
- Konomi Mori

Best Composer Award
- Katsuhiko Sugiyama – Zutto, futari de (Leo Ieiri)

Best Songwriter Award
- Hideaki Tokunaga – Baton

Best Arranger Award
- Yasutaka Nakata – Easter e Harajuku iyahoi (Kyary Pamyu Pamyu)